# Ackerwand 15-17 (Weimar)

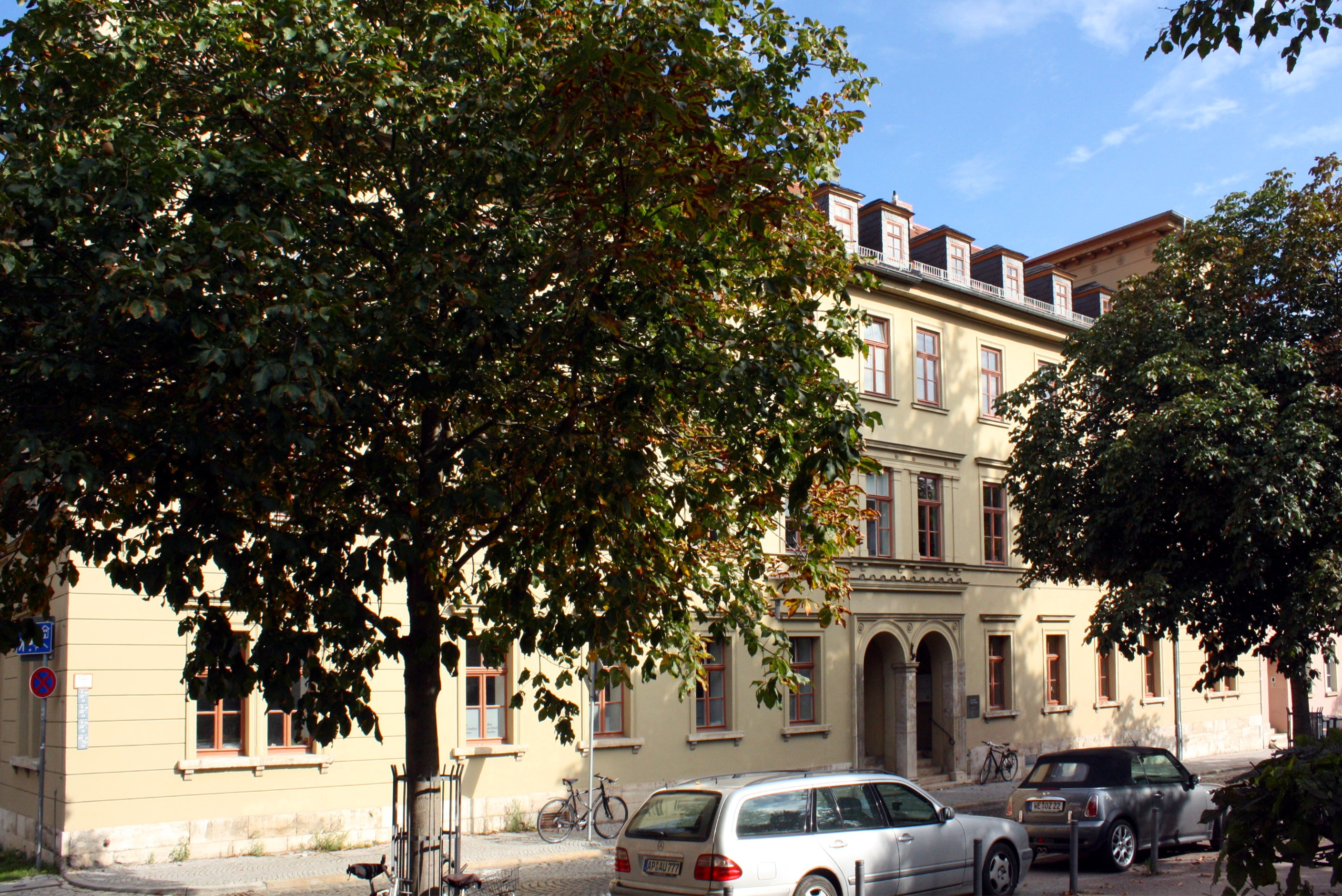
Ackerwand 15–17

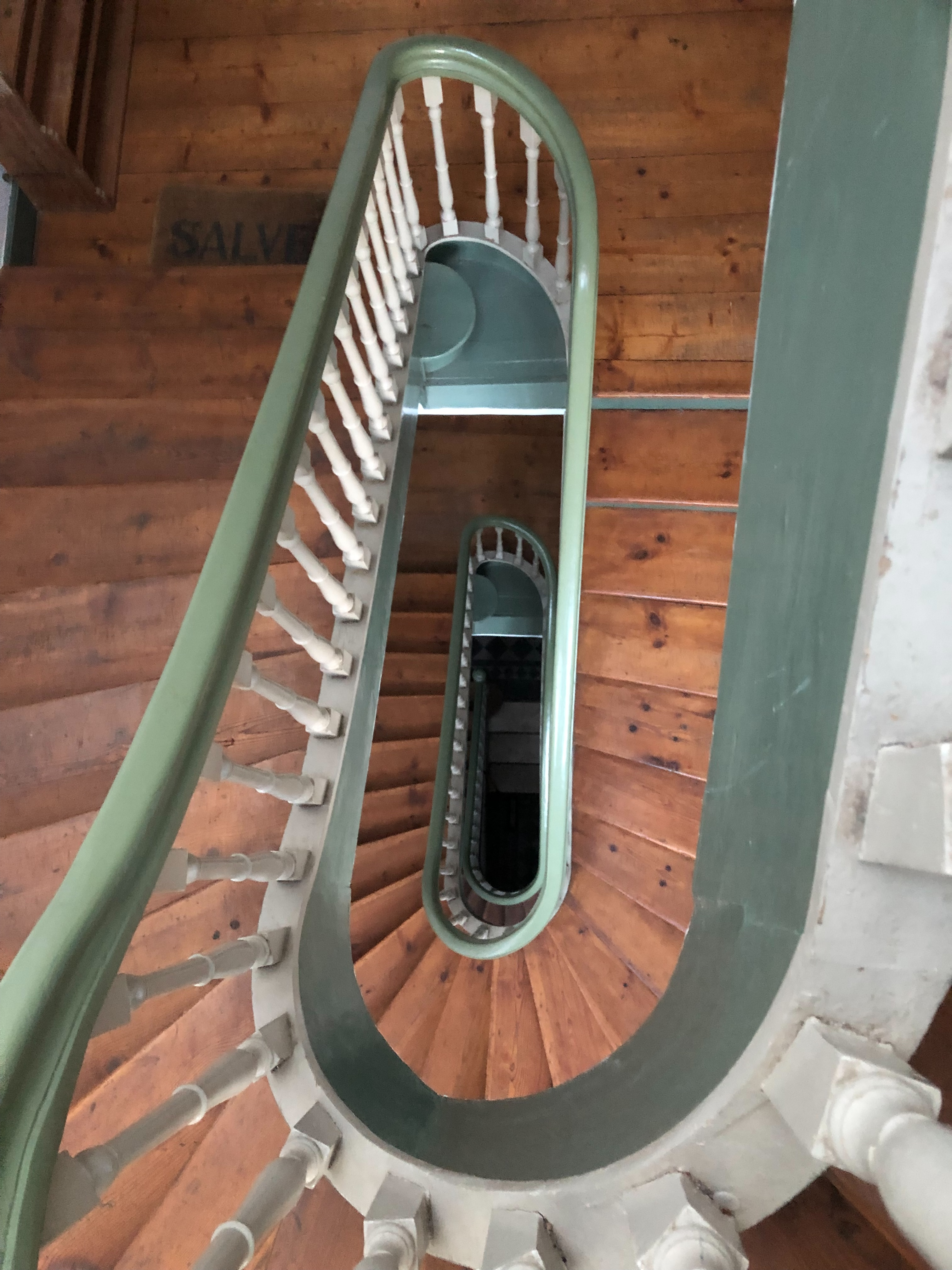
Treppenhaus Ackerwand 15

Das Doppelhaus Nr. 15/17 an der Ackerwand in Weimar ist ein Wohn- und Geschäftshaus.

## Geschichte
In der Ackerwand 15 befand sich bis in die 1990er Jahre das Weimarer Sozialamt. Das Doppelhaus mit der zwischengelagerten rundbogigen Portikus, über der sich ein Balkon befindet, steht auf der Liste der Kulturdenkmale in Weimar (Einzeldenkmale). Einer Zuschreibung von Hans Patze zufolge hatte Carl Georg Kirchner dieses entworfen. Das Gebäude wurde nach einem Entwurf von 1845 erbaut und verweist stilistisch auf den Übergang vom Klassizismus zum Historismus. Den Entwurf dürfte jedoch Clemens Wenzeslaus Coudray in seinem letzten Lebensjahr noch geschaffen haben. Das Gebäude wurde 1847 vollendet. Das dreigeschossige Gebäude besitzt ein Mansarddach. Bemerkenswert ist auch das alte erhaltene Treppenhaus.